# Everardo González
Everardo González ist ein mexikanischer Filmregisseur, Produzent und Kameramann. Er gilt als einer der wichtigsten Vertreter des lateinamerikanischen Dokumentarfilms.
Seine Filme wurden unter anderem auf dem International Documentary Film Festival Amsterdam und den Festivals in Toulouse, Locarno, Montreal, Sarajevo, Guadalajara und Morelia gezeigt. 2017 erhielt er mit La libertad del diablo (Devil’s Freedom) eine Einladung zur Berlinale in der Sektion „Berlinale Special“. Der Film erhielt dort den Amnesty-International-Filmpreis.
González ist Mitglied der Academia Mexicana de Artes y Ciencias Cinematográficas. 2018 wurde er in die Academy of Motion Picture Arts and Sciences berufen, die jährlich die Oscars vergibt.

## Filmografie (Auswahl)
- 2003: La canción del pulque
- 2007: Los ladrones viejos
- 2011: Cuates de Australia
- 2011: El cielo abierto
- 2015: El Paso
- 2017: La libertad del diablo (Devil’s Freedom)
- 2023: A Wolfpack Called Ernesto